# Rasŏn (ville)
Pour l’article homonyme, voir rason.
Rasŏn (/ɾa.sʌn/, anciennement nommé Rajin-Sŏnbong) est une zone économique spéciale de Corée du Nord sous statut d'administration directe, située à la zone frontalière chinoise (province de Jilin) et russe (kraï du Primorie) entre le Tumen et la mer du Japon. Elle est composée des deux comtés, issues de deux villes portuaires : Rajin et Sŏnbong.
Couvrant une superficie de 798 kilomètres carrés, cette région a été créée en 1993 par séparation de la province du Hamgyŏng du Nord sous le nom de « Rajin-Sŏnbong », laquelle a été renommée « Rasŏn » en 2000, en combinant les premières syllabes des deux villes. Réintégrée dans le Hamgyŏng du Nord entre 2004 et 2009, cette zone a été relancée en 2010 avec le statut de « ville spéciale ».

## Histoire
Les sites archéologiques de Kulpori et de Sopohang à l'embouchure du Tumen montrent que la région était occupée aux temps préhistoriques par des personnes pratiquant la pêche en haute mer.

## La zone économique et commerciale de Rasŏn
Compte tenu de sa localisation privilégiée à la frontière entre trois États (la Corée du Nord, la Chine et la Russie), la région de Rajin-Sŏnbong a obtenu le statut de zone économique spéciale pour attirer des investissements étrangers. Elle est ainsi administrée par le « Comité pour le développement de la coopération économique extérieure », interlocuteur de l'ensemble des entreprises étrangères souhaitant s'implanter dans la zone.
Sa création s'inscrit dans le cadre du Projet de développement de la rivière Tumen (TREDA), un programme de financement de 30 milliards de dollars regroupant le PNUD, la Chine, les deux Corée, la Russie et la Mongolie pour créer une vaste zone attractive pour le commerce qui a toutefois des problèmes pour se réaliser. La zone économique de Rason offre des conditions spéciales aux étrangers jusqu'en 2025 pour faciliter leurs investissements dans le commerce international, l'industrie et le tourisme. Cependant, durant les 20 dernières années, cette zone n'a pas vraiment décollé à cause de l'absence d'investissements dans les infrastructures, des coupures d'électricité et du manque de confiance des investisseurs,. À cette époque, la seule source d'électricité était une centrale au charbon de 20 MWh située à Sŏnbong.
La situation a changé ces dernières années en partie grâce à la volonté de la Chine de développer la province de Jilin qui avait été négligée pendant ces dernières décennies. Elle a lancé le plan Changjitu (Changchun-Jilin-Tumen) qui a pour objectif de doubler le PNB du Jilin entre 2008 et 2012 et de le quadrupler pour 2020, et investit massivement dans les infrastructures. Le Jilin étant enclavé à l'intérieur des terres, la zone de Rason constitue son débouché naturel sur la mer.

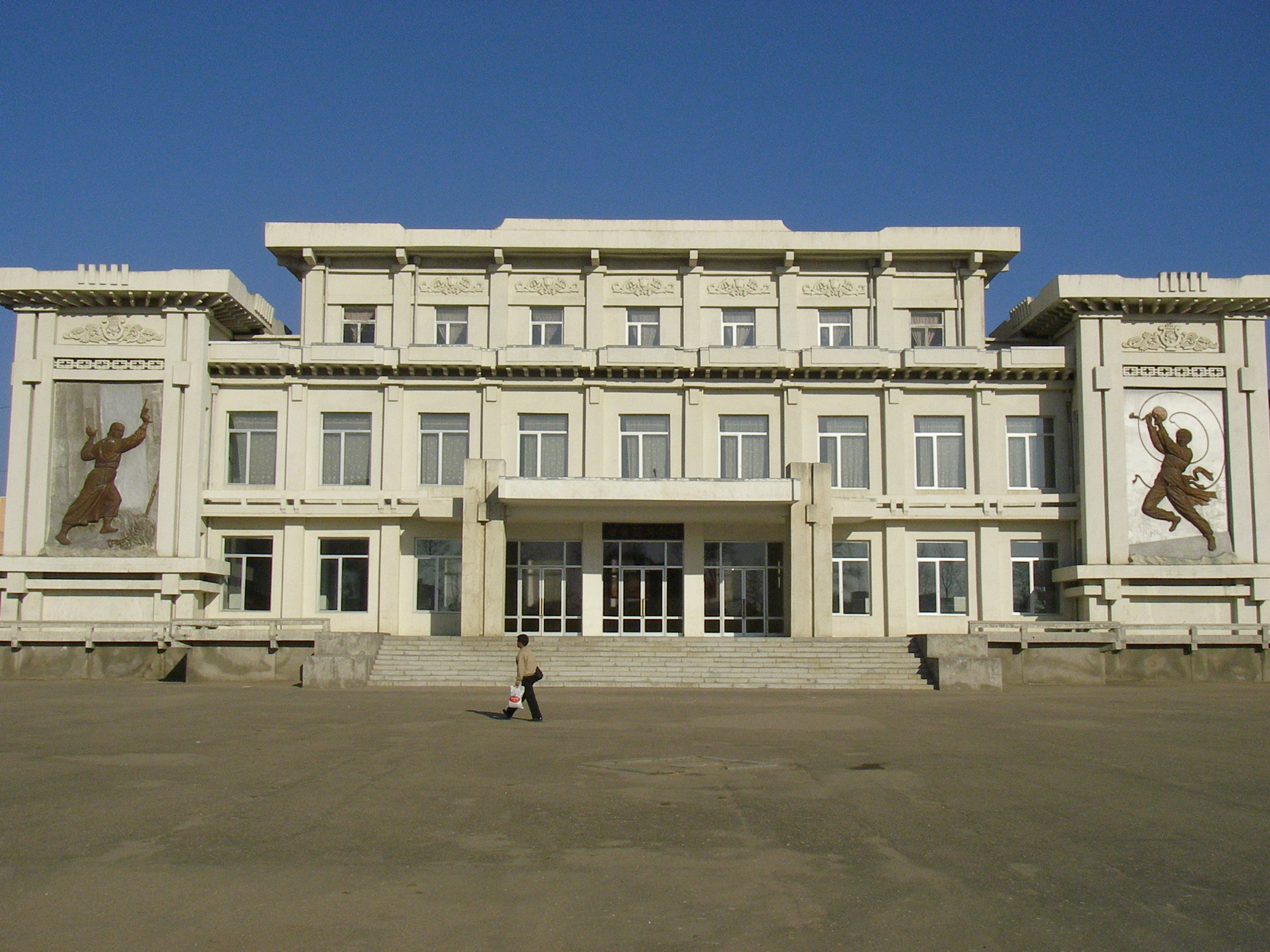
Un bâtiment de Sŏnbong.

Ainsi, la route de trente kilomètres reliant Rajin et Sŏnbong à la ville chinoise de Hunchun a enfin été goudronnée en 2011 sous la direction de compagnies chinoises. De même, elles ont pris une concession pour deux docks du port de Rajin, l'un pour le charbon, l'autre pour les conteneurs. Ce nouveau chemin facilite grandement le transport du charbon du Jilin vers la région de Shanghai. Rason a aussi été reliée au réseau électrique chinois.
Le troisième dock du port est pour cinquante ans sous contrat d'une compagnie russe qui y a investi un milliard de dollars américains[réf. nécessaire]. Rasŏn est reliée au réseau ferroviaire russe et cette voie est actuellement remise à niveau et adaptée à l'écartement utilisé en Russie. Au total, le port de Rajin, construit il y a 80 ans, peut traiter trois millions de tonnes par an, celui de Sonbong, plutôt spécialisé sur le pétrole brut, deux à trois millions de tonnes. Ces deux ports en eau profonde ne gèlent pas en hiver et sont ouverts toute l'année. Unsang possède aussi un port pour le transport du bois (600 000 tonnes).
Rason possède la plus grosse raffinerie de pétrole de la Corée du Nord. Des usines appartenant à l'industrie alimentaire et textile ainsi que du bois et de la pêche se sont installées. Le salaire minimum a été fixé à 80 dollars par mois, un chiffre à comparer aux 167 dollars versés en Chine et aux 63,8 dollars versés sur le parc industriel intercoréen de Kaesong. Depuis 2011, une foire internationale est organisée. La deuxième édition a rassemblé 110 entreprises venues de 11 pays. Les plus importantes institutions éducatives sont l'université du transport maritime de Rajin et l'université d'agriculture de Sŏnbong.

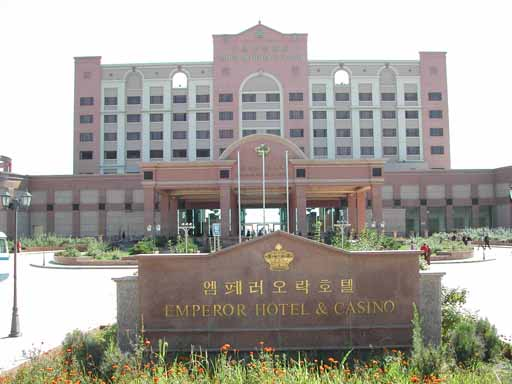
Le casino de Rajin.

Pour le tourisme et l'accueil des étrangers, la ville dispose d'un casino visant particulièrement la clientèle chinoise, installé dans l'hôtel Empereur. Une ligne de croisière touristique permettant de rejoindre les monts Kumgang est en cours de lancement. 
Cependant, les communications restent difficiles. Bien que 20 % des Coréens de Rasŏn aient un téléphone mobile, les étrangers n'ont pas le droit d'utiliser le même réseau et ne peuvent pas les appeler. De même, l'accès à Internet et aux appels téléphoniques vers l'étranger n'est toujours pas possible.

## Géographie

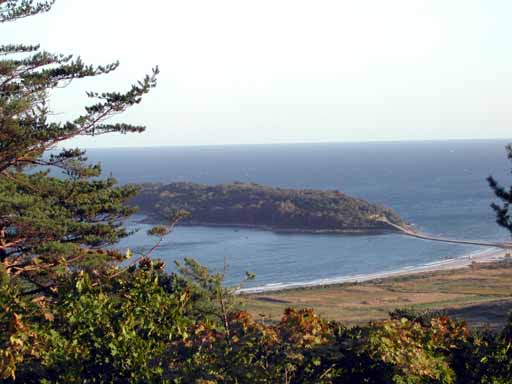
L’ile Pipa.

Le territoire de Rason longe la côte de la mer du Japon sur 120 km. Il est montagneux mais ne comprend pas de grandes barrières naturelles. Il culmine sur le Songjinsan (송진산) à 1 146 mètres d'altitude. Le territoire inclut également vingt-et-une iles dont Taecho, Shihae, Pipa, Kulpo, Uam et Alsom, l’ile des œufs. À l'embouchure du Tumen se trouvent les deux plus grands lacs de Corée, les Bonpo de l'Ouest et de l'Est (서번포, 동번포). 
Le climat est continental avec des hivers rigoureux : la température moyenne reste au-dessous de 0 °C 121 jours par an, la moyenne de janvier est de −8,8 °C. Elle monte au mois d'aout jusqu'à 20,9 °C. Le cumul des précipitations s'élève à 770 mm par an, la plus grande partie tombant en juin et en juillet. Ce dernier mois est également le mois avec le plus haut taux d'ensoleillement.
68 % du territoire est recouvert par la forêt, seuls 13,5 % est cultivé. L'eau occupe 104 km2, l'industrie 20 km2 et les habitations 16 km2.
Au 1er janvier 2005, la zone de Rasŏn comptait 145 427 habitants dont 66 224 à Rajin, 27 331 à Sonbong, 8 410 à Ungsang et 9 461 à Tumangang, ville frontière avec la Russie.